# Copa Sony Ericsson Colsanitas 2009
Il Copa Sony Ericsson Colsanitas 2009 è stato un torneo di tennis giocato sulla terra rossa.
È stata la 12ª edizione del Copa Sony Ericsson Colsanitas, che fa parte della categoria International nell'ambito del WTA Tour 2009.
Si è giocato nel Club Campestre El Rancho di Bogotà in Colombia, dal 14 al 22 febbraio 2009.
Per la prima volta è stato sponsorizzato dalla Sony Ericsson.

## Partecipanti

### Teste di serie
| Giocatrice                  | Nazionalità     | Ranking* | Testa di serie |
| --------------------------- | --------------- | -------- | -------------- |
| Flavia Pennetta             | Italia          | 15       | 1              |
| Carla Suárez Navarro        | Spagna          | 28       | 2              |
| Gisela Dulko                | Argentina       | 46       | 3              |
| Nuria Llagostera Vives      | Spagna          | 76       | 4              |
| Klára Zakopalová            | Repubblica Ceca | 94       | 5              |
| Mathilde Johansson          | Francia         | 73       | 6              |
| María José Martínez Sánchez | Spagna          | 66       | 7              |
| Lourdes Domínguez Lino      | Spagna          | 80       | 8              |

- Ranking al 16 febbraio 2009.

### Altre partecipanti
Giocatrici che hanno ricevuto una Wild card:
- María Emilia Salerni
- Arantxa Parra Santonja
- Viky Nunez Fuentes

Giocatrici passate dalle qualificazioni:
- Tzipora Obziler
- Johanna Larsson
- Katalin Marosi
- Tamaryn Hendler

## Campioni

### Singolare
María José Martínez Sánchez ha battuto in finale  Gisela Dulko con il punteggio di 6–3, 6–2

### Doppio
Nuria Llagostera Vives /  María José Martínez Sánchez hanno battuto in finale  Gisela Dulko /  Flavia Pennetta con il punteggio di 7–5, 3–6, [10–7]